# Conclave de 1676
El conclave de 1676 va ser convocat després de la mort del Papa Climent X i va concloure amb l'elecció del cardenal Benedicto Odescalchi, que prengué el nom d'Innocenci XI

## Mort del Climent X
El papa Climent X va morir a la tarda del 22 de juliol de 1676. Tenia 86 anys, i durant un temps va estar malalt, físicament i (com insisteixen les fonts franceses en particular) mentalment. En la seva senilitat, es va diferir per complet al seu "nebot", el cardenal Paluzzo Paluzzi Altieri, que no era un home escrupolós econòmic ni polític. Al capvespre de la seva mort, el cos del papa va ser portat en solemne processó des del Quirinal fins a Sant Pere, on va ser vetllat durant tres dies a la Capella del Santíssim Sagrament.
Les novendiales van començar el matí del dia 23. Els cardenals Barberini (el degà), Paluzzi Atieri (el camarlenc), Cibo (el protoprevere), i Carlo Barberini (en absència del Cardenal Maidalchini, el protodiaca) es van reunir a la Cancelleria i va fer arranjaments per a la seguretat de Roma durant la Seu Vacant.
Els cardenals van començar a arribar a Roma el 30 de juliol. La nit del 31 els cardenals Barbarini, Chigi, d'Estrées i Rospigliosi es van reunir al Palazzo della Cancelleria, aparentment per obrir negociacions sobre qui es convertiria en Papa. El 2 d'agost, el cardenal Neri Corsini va organitzar una reunió amb diversos cardenals a la casa del cardenal Rospigliosi; tots ells creats per Alexandre VII, buscant un terreny comú i un candidat acceptable. El cardenal Chigi, en la seva més recent visita a Florència, havia assolit un acord oral amb el Gran Duc de Toscana, Cosme III, per tal donar suport al cardenal Neri Corsini, un florentí per al Tron Papal. Si això fos impossible d'aconseguir, la segona opció era el cardenal Piccolomini.

## Els cardenals
A la mort del papa Climent, hi havia 67 cardenals, dels quals 65 van participar finalment en el conclave, i dos van morir abans de la seva conclusió. El conclave va començar el diumenge 2 d'agost, amb 44 cardenals assistint a la Missa de l'Esperit Sant a Sant Pere.

### Cardenals assistents al Conclave
- Francesco Barberini, Bisbe suburbicari d'Òstia i Velletri, Degà del Col·legi de Cardnals
- Ulderico Carpegna Bisbe suburbicari de Porto and Santa Rufina, sots-degà del Sacre Col·legi
- Giulio Gabrielli, Bisbe suburbicari de Sabina
- Virginio Orsini Bisbe suburbicari de Frascati. Protector de Polònia I Portugal.
- Cesare Facchinetti, Bisbe suburbicari de Palestrina.
- Girolamo Grimaldi-Cavalleroni, Bisbe suburbicari d'Albano
- Carlo Rosetti, Cardenal prevere de S. Lorenzo in Lucina. Bisbe de Faenza
- Niccolò Albergati-Ludovisi, Cardenal prevere de S. Maria in Trastevere. Penitencier Major
- Benedetto Odescalchi, Cardenal prevere de S. Onofrio. Bisbe de Novara I Legat a Ferrara. Escollit papa amb el nom d'Innocenci XI
- Alderano Cybo, Cardenal prevere de S. Pudenziana
- Lorenzo Raggi, Cardenal prevere de SS. Quirico e Giulitta. Vicecamerleng
- Jean-François-Paul de Gondi de Retz Cardenal prevere de S. Maria sopra Minerva
- Luigi Omodei, Cardenal prevere de SS. Bonifacio ed Alessio
- Pietro Vito Ottoboni, Cardenal prevere de S. Marco
- Francesco Albizzi Cardenal prevere de SS. Quattro Coronati
- Carlo Pio di Savoia Cardenal prevere de S. Crisogono
- Flavio Chigi, Cardenal prevere de Santa. Maria del Popolo. Arxiprest de la basílica laterana
- Girolamo Buonvisi, Cardenal prevere de San Girolamo dei Croati. Bisbe de Lucca.
- Antonio Bichi  Cardenal prevere de San Agostino. Bisbe d'Osimo.
- Giacomo Franzoni, Cardenal prevere de Santa Maria in Ara Coeli Bisbe de Camerino.
- Pietro Vidoni, Cardenal prevere de San Pancrazio
- Gregorio Barbarigo, Cardenal prevere de San Tommaso in Parione. Bisbe de Pàdua.
- Girolamo Boncompagni, Cardenal prevere de SS. Marcellino e Pietro. Arquebisbe de Bolonya
- Carlo Bonelli, Cardenal prevere de Santa Anastasia. Vicecanceller. Va morir durant el conclave
- Celio Piccolomini.  Cardenal prevere de San Pietro in Montorio. Arquebisbe de Siena.
- Carlo Carafa, Cardenal prevere de Santa Maria in Via
- Alfonso Litta, Cardenal prevere de Santa Croce in Gerusalemme. Arquebisbe de Milà.
- Neri Corsini, Cardenal prevere de SS. Nereo ed Achilleo. Bisbe d'Arezzo.
- Paluzzo Paluzzi Altieri degli Albertoni, Cardenal prevere dels SS. XII Apostoli. Cardenal Camarleng
- Giannicolò Conti di Poli, Cardenal prevere de Santa Maria in Traspontina. Bisbe de Ancona.
- Giacomo Filippo Nini, Cardenal prevere de Santa Maria della Pace
- Giulio Spinola, Cardenal prevere de San Martino ai Monti. Bisbe de Nepi i Sutri
- Innico Caracciolo d'Ariola, Cardenal prevere de San Clemente. Arquebisbe de Nàpols
- Giovanni Delfino, Cardenal prevere de SS. Vito, Modesto e Crescenzia. Patriarca d'Aquileia.
- Giacomo Rospigliosi, Cardenal prevere de SS. Giovanni e Paolo. Legat a Avinyó
- Emmanuel Théodose de la Tour d'Auvergne de Bouillon Cardenal prevere de San Lorenzo in Panisperna.
- Luis Manuel Fernández Portocarrero, Cardenal prevere de Santa Sabina
- Camillo Massimo, Cardenal prevere de San Eusebio
- Gasparo Carpegna, Cardenal prevere de San Silvestro in Capite
- Bernhard Gustave von Baden-Durlach, OSB Cardenal sense títol. Abat de Fulda
- César d'Estrées, Cardenal prevere de Santissima Trinità al Monte Pincio. Bisbe de Laon. Protector de Portugal a la Cort Papal
- Johann Eberhard Nidhard, S.J., Cardenal prevere de San Bartolomeo all'Isola. Confessor de la reina de Castella.
- Pierre de Bonzi, Cardenal sense títol. Arquebisbe de Narbona (1673-
- Vincenzo Maria Orsini de Gravina, OP, Cardenal prevere de San Sisto. Bisbe de Manfredonia
- Francesco Nerli, Cardenal prevere de S. Matteo in Merulana. Arquebisbe de Florència
- Girolamo Gastaldi, Cardenal prevere de Santa Pudenziana. Legat a Bolònia
- Federico Baldeschi Colonna, Cardenal prevere de San Marcello
- Galeazzo Marescotti, Cardenal prevere de San Bernardo alle Terme[4][5]
- Alessandro Crescenzi, Cardenal prevere de Santa Prisca. Bisbe de Recanati i Loreto
- Bernardino Rocci, Cardenal prevere de San Stefano al Monte Celio. Bisbe d'Orvieto
- Fabrizio Spada, Cardenal prevere de San Callisto. Nunci a França
- Mario Alberizzi, Cardenal prevere de San Giovanni a Porta Latina. Arquebisbe de Tivoli.
- Philip Thomas Howard of Norfolk and Arundel, OP. Cardenal prevere de S. Maria sopra Minerva
- Francesco Maidalchini, Cardenal diaca de S. Maria in Via Lata. Cardenal protodiaca[6]
- Carlo Barberini Cardenal diaca de S. Maria in Cosmedin
- Decio Azzolino, Cardenal diaca de S. Eustachio
- Paolo Savelli Cardenal diaca de San Nicola in Carcere
- Sigismondo Chigi, Cardenal diaca de San Giorgio in Velabro
- Carlo Cerri, Cardenal diaca de San Adriano al Foro.  Bisbe de Ferrara[7]
- Lazaro Pallavicino, Cardenal diaca de Santa Maria in Aquiro
- Niccolò Acciaioli, Cardenal diaca de SS. Cosma e Damiano. Legat a Ferrara.
- Buonaccorso Buonaccorsi, Cardenal diaca de Santa Maria della Scala. Legat a Bolonya.
- Felice Rospigliosi, Cardenal diaca de Sant' Angelo in Pescheria
- Girolamo Casanate, Cardenal diaca de San Cesareo in Palatio
- Pietro Basadonna, Cardenal diaca de Santa Maria in Domnica

### Cardenals absents
- Friedrich von Hessen-Darmstadt, O.S.Io.Hieros. Cardenal diaca de Santa Agata in Suburra
- Pasqual d'Aragó-Cardona-Córdoba i Fernández de Córdoba, Cardenal prevere de Santa Balbina. Arquebisbe de Toledo

### Faccions al conclave
Hi va haver set faccions. La facció francesa tenia sis membres (Bouillon, Bonzi, d'Estrées, Grimaldi, Maidalchini i  Retz).L'espanyola també en tenia sis (Nidhard, Bernhard de Baden, Portocarrero, Pio, Raggi i Savelli). El cardenal Barberini (nebot d'Urbà VIII) va tenir sis vots (inclosos Carlo Barberini, Carpegna, Facchinetti, Gabrielli i Rosetti). La facció del cardenal Chigi (nebot d'Alexandre VII) en tenia disset (incloent Sigismondo Chigi, Barbarigo, Boncompagni, Buonvisi, Caracciolo, Caraffa, Corsini, Conti, Delfino, Franzoni, Litta, Nini, Piccolomini, Vidoni i Spinola). El nebot de Climent IX, el cardenal Giacomo Rospigliosi, va liderar sis cardenals (incloent Acciaioli, Buonacorsi, Cerri, Palavicino i Felice Rospigliosi); era un antic amic i confident del cardenal Odescalchi. El Camerlenc va presidir una facció de catorze (incloent Albizzi, Gaspar Carpegna, Casanate, Colonna, Crescenzi, Gastaldi, Marescotti, Massimo, Nerli, Norfolk, Rocci i Spada). Els "esquadronistes" només tenien tres membres (Ottoboni, Azzolini i Omodei). Hi havia alguns cardenals, entre ells Cibo, Ludovisi i Odescalchi, que no estaven compromesos amb cap facció (tot i que alguns els atribuïen als Esquadronistes).
Les grans potències estaven representades a Roma: l'emperador Leopold I, en absència d'un ambaixador, pel cardenal Carlo Pio di Savoia de Ferrara; el rei de França Lluís XIV pel duc d'Estrées i el cardenal d'Estrées; Carles II, rei d'Espanya, va estar representat per l'antic confessor de la seva mare, el cardenal Nidhard, SJ. L'arquebisbe de Braga, Veríssimo de Lencastre, va representar a Alfons VI de Portugal. El cardenal Norfolk parlà per l'Anglaterra catòlica, encara que el Protector d'Anglaterra va ser oficialment el cardenal Barberini. Lluís XIV estava tan molest en el seu tractament durant els anys d'Altieri que va prohibir als seus cardenals que visitessin el camarlenc o qualsevol dels creats del papa Climent. Aquest era, per descomptat, el pitjor gest possible, si els francesos esperaven influir en el conclave a favor seu. El Duc d 'Estrées es va veure obligat a aliar la facció francesa amb els cardenals Chigi i Ruspogliosi contra el cardenal Paluzzi Altieri i la facció Clementina. Naturalment, els espanyols, que sempre es van oposar als francesos, recolzarien a Paluzzi Altieri. L'ex reina Cristina de Suècia va intentar unir-se a la política del conclave i va escriure al rei de França que li podia oferir el suport del cardenal Decio Azzolini i els seus amics, però la resposta no va ser escrita fins després que el conclave hagués acabat.
La llista de cardenals ja estava en circulació per indicar els possibles candidats a la seu de Pere. Només el cardenal Benedetto Odescalchi era considerat papabile en el moment d'iniciar-se el conclave. Odescalchi havia sorgit com un ferm candidat al papat després de la mort de Climent IX a finals de 1669, però el govern francès vetà la seva nominació. Després de la mort de Climent X, el rei Lluís XIV tenia la intenció de tornar a emprar la seva influència contra l'elecció d'Odescalchi, percebut com a favorable als interessos espanyols; però davant la seva popularitat entre els cardenals i el poble de Roma, finalment decidí acceptar de mala gana la seva candidatura.

## El conclave
El diumenge 2 d'agost de 1676, els cardenals es van reunir a la Basílica del Vaticà per a la Missa de l'Esperit Sant. Posteriorment, es van dirigir en processó al Palau del Vaticà per iniciar el conclave.
En el primer escrutini, el 4 d'agost, els vots van quedar àmpliament dispersos: Vidoni, Barbarigo, Odescalchi, Spinola i Cerri. En el segon escrutini, al matí del 5 d'agost, Barbarigo, Odescalchi i Gravina van obtenir 9 vots. Aquell vespre, després de l'accessio, el cardenal Chigi va anar a la cel·la de Rospigliosi, i es va dedicar a una llarga conversa sobre l'estratègia de triar al cardenal Corsini. Rospigliosi va parlar amb els dos membres de la facció francesa que estaven presents al conclave i amb el cardenal Barberini, mentre que Chigi es va comprometre a persuadir la facció espanyola i els "esquadronistes". El cardenal Paluzzi Altieri va quedar fora de les discussions.
El matí del dia 6, el cardenal Corsini tenia 27 vots i, a la tarda, amb l'accessio, només 14: el canvi va ser degut al fet que el cardenal Paluzzi Altieri es va adonar del que estava passant i la seva reacció immediata. Va mantenir una conversa amb el cardenal Nithard, líder de la facció espanyola, qui controlava sis vots i va tenir una major influència com a portaveu del Rei. Van agrupar vots suficients per formar una exclusiva contra Corsini.
A la segona setmana d'agost, va arribar un nou ambaixador extraordinari espanyol de Milà, el comte de Melgar, fet que va complicar enormement el procés. El cardenal Nidhard, que actuava com a ambaixador ordinari, va quedar fora de lloc, sobretot perquè el nou ambaixador era un gran amic del cardenal Portocarrero, el rival de Nidhard per influir en la facció espanyola. El 15 d'agost, Melgar va enviar missatges a Madrid per demanar més instruccions. El mateix dia van arribar cartes de Lluís XIV, en resposta als missatges de l'ambaixador francès a Roma i del cardenal Paluzzi Altieri. A despit d'Altieri, no van contestar a les seves ofertes de suport als francesos a canvi del seu suport als seus esforços. Per empitjorar les coses, hi va haver missatges per als cardenals Chigi i Rospigliosi, encoratjant-los a cooperar en els seus dissenys.
El cardenal Celio Piccolomini va ser el proper favorit, rebent fins a 28 vots. El principal inconvenient de la seva candidatura era el fet que havia estat el representant d'Alexandre VII a França, i en arribar els cardenals francesos, les seves possibilitats van minvar. 

El cardenal Odescalchi va ser un dels favorits de les corts austríaca i polonesa, i havia estat candidat al conclave de 1669-1670. En els primers escrutini va rebre entre 8 i 10 vots.
Lippi-Berthier afirma que després d'un sermó predicat pel predicador del claustre, pare Bonaventura da Recanati, el 15 d'agost (Festa del Assumpció) que alguns electors van començar a dirigir-se cap a Odescalchi, donant-li 22 vots. L'endemà, el cardenal Paluzzi Altieri va assenyalar que si es tractava de veritables vots, no d'accessos ocasionals o d'alguna maniobra de les faccions, també donaria els seus quinze vots a Odescalchi. Aquest moviment va ser oposat pel cardenal d'Estrées i els interessos francesos, i recolzat pels interessos espanyols i imperials, liderats pel Cardenal Cibo. Però va ser el cardenal Gravina (segons Novaes i Montor, o el cardenal Orsini, segons Moroni) de qui es diu que va proposar el nom del cardenal Odescalchi, qui va negar vigorosament l'honor.
Entre el 29 i el 30 d'agost van arribar a Roma els cardenals francesos, entrant al conclave. Immediatament van començar a treballar per ajudar a Estrées a aconseguir la voluntat del rei. De manera destacable, el 4 de setembre, el propi Cardenal de Retz va rebre vuit vots a l'escrutini. L'assumpte essencial era, per descomptat, la candidatura d'Odescalchi -que tenia una gran simpatia dins del conclave- i l'actitud francesa cap a ella. El mateix dia, el 4 de setembre, a Versalles, Lluís XIV finalment va decidir que, a la llum de les anàlisis d'Estrée i d'altres, no seria profitós que el tron francès interposés un veto contra el cardenal Odescalchi.
El 6 de setembre, el cardenal Grimaldi va entrar al conclave, complicant-ho tot immediatament. La seva hostilitat davant el cardenal Odescalchi va oposar-se completament als esforços d'Estres per obtenir garanties d'Odescalchi que satisfessin a Lluís XIV. Es necessitava una gran delicadesa, perquè cap de les parts no es posés en una posició que pogués donar la impressió de simonia.
El 8 de setembre, el nombre de cardenals presents al conclave havia ascendit a seixanta-dos i, per tant, el nombre de vots necessaris per a una elecció canònica havia ascendit a 42. Ni Paluzzo Paluzzi Altieri ni Flavio Chigi ja tenien força suficient en la votant per obstruir esdeveniments.
Però a la tarda del 20 de setembre, després del sopar, alguns cardenals van visitar l'habitació d'Odescalchi i l'acompanyaren cap a la capella, on finalment, per unanimitat, van besar-li la mà en homenatge. Odescalchi va demanar un moment per considerar-ho, després va començar a suggerir alternatives un darrere l'altre. Encapçalats pel cardenal Cibo, però, els cardenals van insistir que acceptés el papat. Aquest fet constituïa una elecció per adoració. Es va fer una darrera votació el 21 de setembre, després de la missa a la Capella Sixtina; tots els altres cardenals van votar per Odescalchi, i ell va votar al cardenal Barberini Un cop electe, Inocenci XI va fer que el Col·legi Cardenalici jurés en la capitulació conclave, que havia estat redactada al conclave anterior, en un intent d'evitar els límits a la supremacia papal.
La història és, per descomptat, incompleta i poc convincent. Alguns comentaristes ignoren el fet important que el 20 de setembre l'ambaixador francès va rebre solemnement els cardenals i va donar un discurs impressionant, que s'havia preparat perquè semblés que Odescalchi era l'elecció de Lluís XIV. L'hagiografia ha obscurat molts dels detalls rellevants, fent que sembli que (per primera vegada a la història del conclave) un "partit" anomenat "zelanti", l'únic interès del qual era el bé de l'Església, va fer sentir la seva influència). Aquesta explicació semblava deixar de costat les sospites de la simonia
Els historiadors de l'Església són comprensiblement reticents a investigar la naturalesa d l'acceptació d'Odescalchi del cardenal d'Estrées i Louis XIV, particularment a la llum del dret canònic i la legislació papal contra la simonia. Tanmateix, és cert que l'elecció resultà més desfavorables per als interessos francesos i favorable als espanyols.
Benedetto Odescalchi (Innocenci XI) va ser coronat el 4 d'octubre pel cardenal Maidalchini, el cardenal Protodiaca, i va prendre possessió de la basílica del Laterà el 8 de novembre. La recepció del Laterà va ser presidida pel cardenal Flavio Chigi, l'arxiprest El cardenal Alderano Cibo va ser nomenat secretari d'Estat.